# Peter-Klaus Schuster

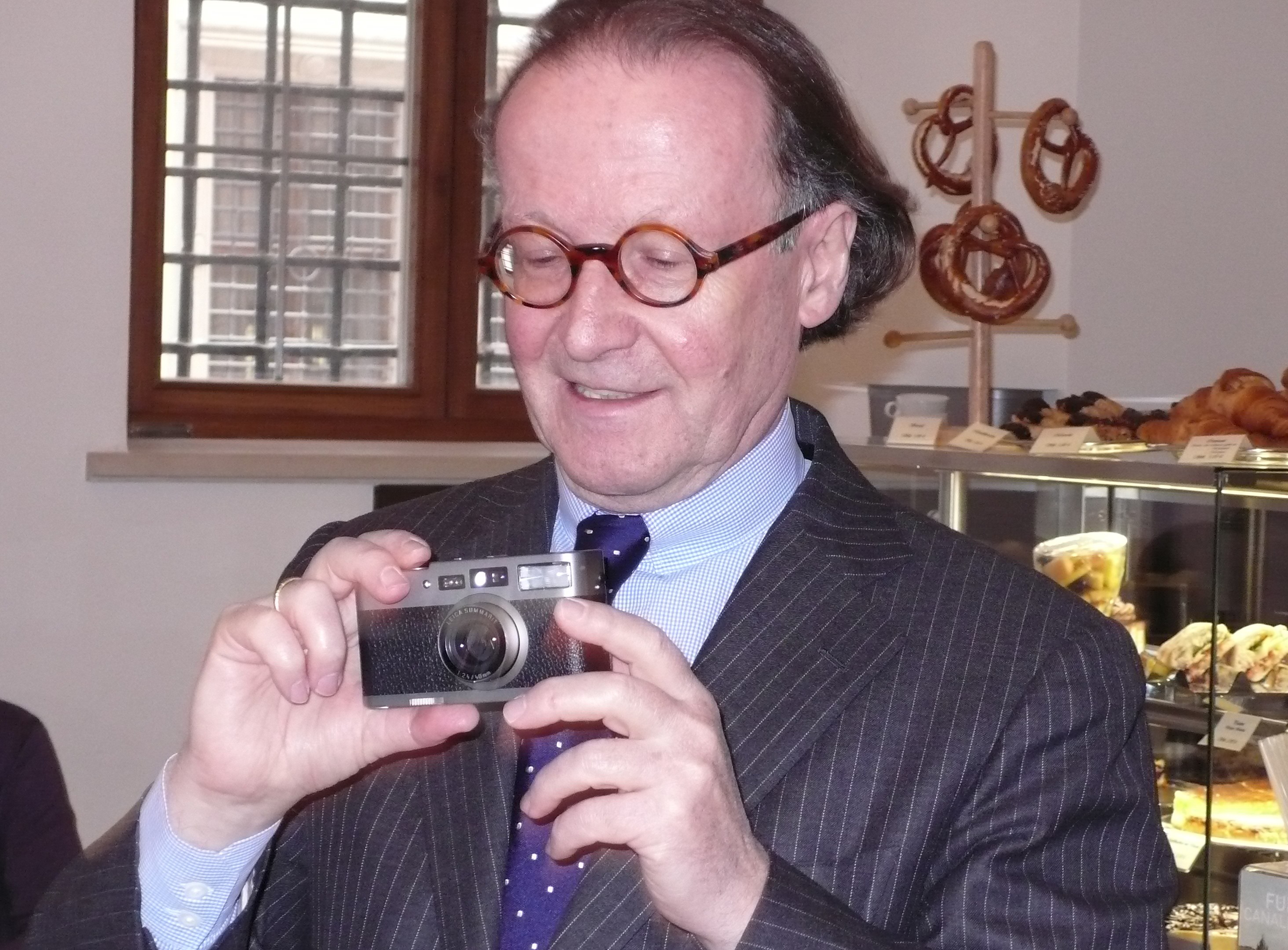
Peter-Klaus Schuster (2010)

Peter-Klaus Schuster (* 9. Oktober 1943 in Calw) ist ein deutscher Kunsthistoriker, Ausstellungskurator und Museumsleiter. Er war von 1999 bis 2008 Generaldirektor der Staatlichen Museen zu Berlin und zugleich Direktor der Nationalgalerie.

## Leben
Nach Ablegen des Abiturs an der Justus-Liebig-Schule in Darmstadt studierte Schuster von 1962 bis 1975 Kunstgeschichte, Germanistik und Philosophie an der Eberhard Karls Universität in Tübingen, der Universität Zürich, der Johann Wolfgang Goethe-Universität in Frankfurt am Main und der Georg-August-Universität Göttingen. Anschließend folgte bis 1977 ein Stipendium am Zentralinstitut für Kunstgeschichte in München. Ein Volontariat an der Hamburger Kunsthalle in den Jahren 1977/1978 war für Schuster die erste Station an einem Museum. 
Von 1978 bis 1981 arbeitete er als Konservator für Kunst und Kunstgewerbe des 19. und 20. Jahrhunderts am Germanischen Nationalmuseum in Nürnberg. Parallel hatte er in dieser Zeit einen Lehrauftrag an der Universität Regensburg. 1981 kehrte er an die Hamburger Kunsthalle zurück, wo er bis 1983 als Kustos für Alte Meister tätig war. Hierauf folgte die Position des Oberkonservators für deutsche Kunst des 20. Jahrhunderts an den Bayerischen Staatsgemäldesammlungen und ein Lehrauftrag an der Ludwig-Maximilians-Universität München.

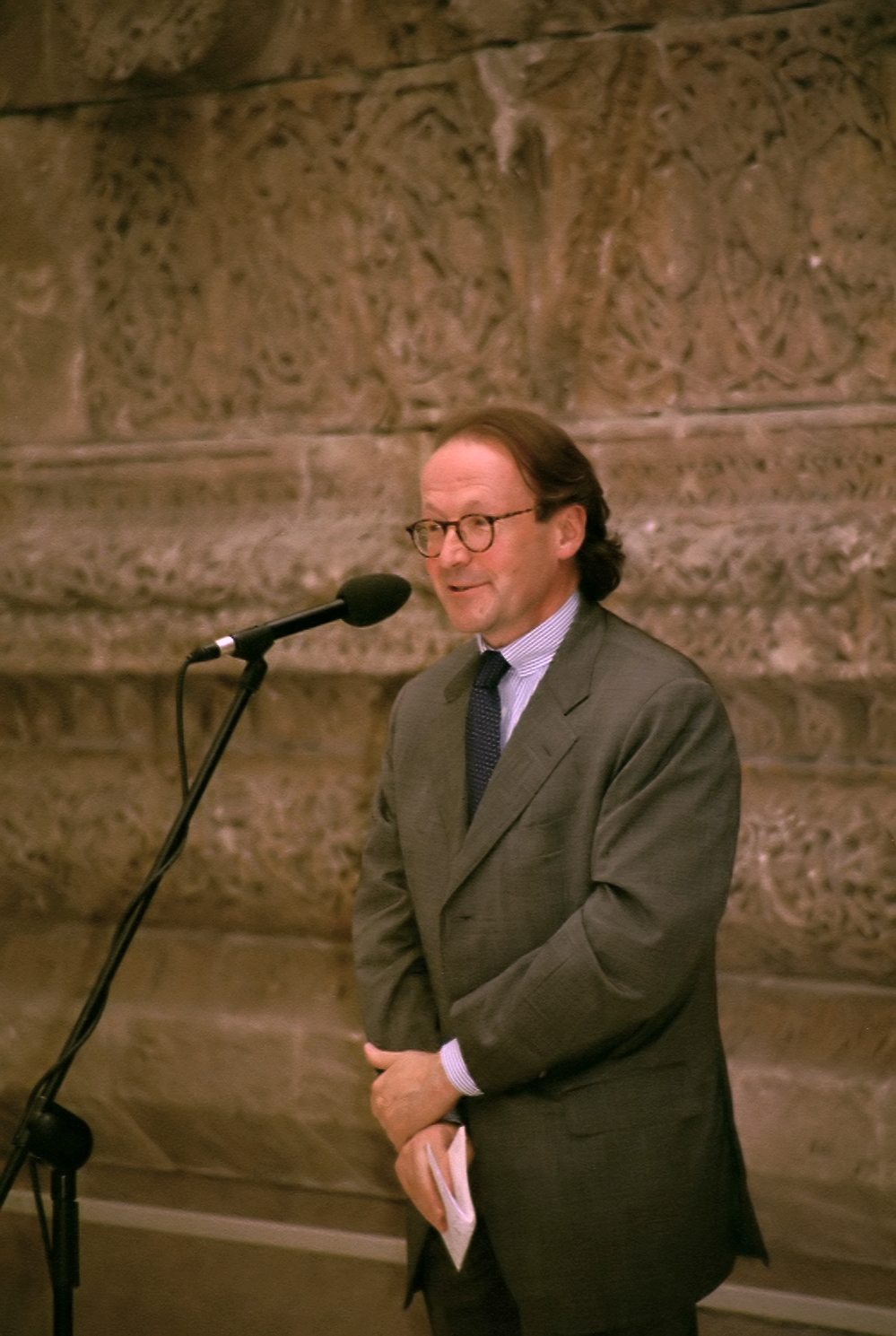
Schuster im Museum für Islamische Kunst vor der Mschatta-Fassade (2001)

1988 wechselte Schuster nach West-Berlin. Hier war er zunächst als Hauptkonservator und stellvertretender Direktor der Berliner Nationalgalerie tätig. Von 1994 bis 1997 folgte die Position als Direktor der Alten Nationalgalerie. Während der Zeit an den Berliner Museen lehrte Schuster zudem an der Freien Universität Berlin. Die Tätigkeit in Berlin unterbrach Schuster 1998/99 für ein Jahr, um als Generaldirektor an die Bayerischen Staatsgemäldesammlungen zu wechseln. Vom 1. August 1999 bis zum 31. Oktober 2008 war Schuster in Berlin Generaldirektor der Staatlichen Museen und Direktor der Nationalgalerie Berlin. Von Januar bis Juni 2009 arbeitete er als Guest Scholar am J. Paul Getty Museum.
Schuster war überdies u. a. Mitglied des Kunstbeirats der Bundesregierung, der Kunstkommission für den Neubau des Bundeskanzleramts sowie des Fachgremiums der Bundeskunstsammlung. Weiterhin wirkt er als Vorstand der Stiftung Brandenburger Tor, im Kuratorium der Stiftung Kunstforum der Berliner Volksbank und im Vorstand des Deutschen Vereins für Kunstwissenschaft. In seiner Zeit als Direktor der Nationalgalerie gehörte er dem Vorstand des Vereins der Freunde der Nationalgalerie an.

## Leistungen
Im Zuge der deutschen Wiedervereinigung machte sich Schuster um die organisatorische Zusammenführung und inhaltliche Profilierung der Nationalgalerie Berlin verdient. Zudem bemüht er sich weiterhin um die Einbindung großer Privatsammlungen in die Nationalgalerie, so beispielsweise der Sammlungen Berggruen, Marzona, Flick, Newton und zuletzt Scharf-Gerstenberg.

## Schriften (Auswahl)
- Melencolia I. Dürers Denkbild. Dissertation Universität Göttingen 1975. Berlin 1991, ISBN 3-7861-1188-X.
- Theodor Fontane „Effi Briest, ein Leben nach christlichen Bildern“. Studien zur deutschen Literatur; Bd. 55, Tübingen 1978, ISBN 978-3-484-18051-2.

Herausgeberschaft
- Delaunay und Deutschland. Ostfildern 1986, ISBN 3-7701-1774-3.
- Nationalsozialismus und „Entartete Kunst“: die „Kunststadt“ München 1937. München 1987, überarbeitete 5. Auflage, München 1998, ISBN 3-7913-1888-8.
- Franz Marc, Else Lasker-Schüler: „Der Blaue Reiter präsentiert Eurer Hoheit sein blaues Pferd“. München 1987, ISBN 3-7913-0825-4.
- „München leuchtete“. Karl Caspar und die Erneuerung christlicher Kunst in München um 1900. München 1987, ISBN 3-7913-0686-3.
- Carl Blechen. Zwischen Romantik und Realismus. München 1990, ISBN 3-7913-1084-4.
- George Grosz, Berlin – New York. Berlin 1994, ISBN 3-89479-054-7.
- Picasso und seine Zeit. Die Sammlung Berggruen. Berlin 1996, ISBN 3-87584-998-1.
- Lovis Corinth. München 1996, ISBN 3-7913-1645-1.
- Die Nationalgalerie. Köln 2001, ISBN 3-8321-7004-9.
- James Simon, Sammler und Mäzen für die Staatlichen Museen zu Berlin. Berlin 2001, ISBN 3-88609-190-2.
- Die Alte Nationalgalerie. Berlin 2003, ISBN 3-8321-7370-6.
- Die neue Nationalgalerie. Berlin 2003, ISBN 3-8321-7371-4.
- Der Hamburger Bahnhof. Köln 2004, ISBN 3-8321-7372-2.
- Museumsinsel Berlin. Köln 2004, ISBN 3-8321-7217-3.
- Goya, Prophet der Moderne. Köln 2005, ISBN 3-8321-7563-6.

## Auszeichnungen
- 2008: Verdienstorden des Landes Berlin
- 2008: Officier des Arts et Lettres